# Абдулин, Мансур Гизатулович
Мансу́р Гизату́лович Абду́лин (14 сентября 1923 — 28 ноября 2007) — фронтовик Великой Отечественной войны, сержант 66-й гв. стрелковой дивизии.
Известен мемуарами «160 страниц из солдатского дневника», изданными в 1985 году, переведёнными на английский язык в 1990 году.

## Биография
Родился в 1923 году на территории современного города Анжеро-Судженск Кемеровской области в семье шахтёра. Татарин. Затем семья переехала в Узбекскую ССР в кишлак Бричмулла.
Окончив школу-семилетку, в 1938 году — с 15 лет — начал работать шахтёром.
С началом Великой Отечественной войны, хотя имел бронь, добровольцем записался в РККА.
По окончании шестимесячных курсов в Ташкентском пехотном училище осенью 1942 года в звании сержанта направлен в 1-й батальон 1034 стрелкового полка 293 стрелковой дивизии — через два месяца дивизия получит звание «Гвардейской» и станет 66-й гв. стрелковой дивизией, а полк — 193-м гвардейским полком.

Война, фронт — это выстрелы. Из минометов, пулеметов, автоматов, артиллерийских орудий… Свой первый боевой выстрел на войне я произвел 6 ноября 1942 года на Юго-Западном фронте из самозарядной винтовки СВТ. … Часом позже узнал, что в полку я первым открыл боевой счет.— Мансур Абдулин, из мемуаров «160 страниц из солдатского дневника», 1985 год
За один год — с ноября 42-го до ноября 43-го — принял участие в Сталинградской битве, Курской битвах, в Битве за Днепр, освобождал Украину.
На фронте был принят в ряды ВКП(б) и выбран комсоргом роты. Во время боёв 11 января 1943 года за населённый пункт Дмитриевка «проявил себя мужественными и бесстрашным воином, несмотря на ураганный пулемётный и миномётный огонь противника вёл беспрерывный огонь по засевшим автоматчикам из коих уничтожил двух» — награждён медалью «За отвагу» 18 января 1943 года.
На лето 1943-го — гвардии сержант, командир отделения 82-мм миномётов. 23 августа 1943 года награждён Орденом Отечественной войны II степени:

своим отделением в бою за село Триречное уничтожил 2 взвода немецких солдат, … подавил 2 огневые пулемётные точки противника, метким огнём парализовал действия немецкой пехоты, … лично сам из винтовки убил 2 гитлеровцев.
На осень 1943-го — гвардии сержант, командир пулемётного расчёта.
Осенью 1943 года во время переправы через Днепр у деревни Власовка Полтавской области со своим расчётом, несмотря на сильный огонь, первым переправился через реку и вступил в бой с засевшим в засаде противником:

… выдвинулся со своим пулемётом вперёд и во фланг, и начал косить фашистских захватчиков, что решило исход боя… в этом бою он уничтожил 25 немецких слолдат.
11 ноября 1943 года награждён Орденом Красной Звезды.
28 ноября 1943 года был тяжело ранен, до апреля 1944-го пробыл в госпиталях. Уволен в запас инвалидом третьей группы.
С мая 1944-го, несмотря на инвалидность, уже вернулся к работе на шахте.
С 1966 года жил в г. Новотроицке Оренбургской области, работал на Орско-Халиловском металлургическом комбинате в сортопрокатном цехе художником-оформителем.
За долголетний добросовестный труд награждён медалью «Ветеран труда».
На пенсии, хотя ещё на фронте любил рисовать, проявил себя как художник — написал более 200 живописных работ, подаренных им музеям и школам всей России.
Умер в 2007 году.

## Награды
Награждён Орденами Отечественной войны I (????) и II степени (1943), Орденом Красной Звезды (1943), медалями «За отвагу» (1943), «За оборону Сталинграда», «За победу над Германией».
Отмечен Орденом Отечественной войны I степени (1985) и юбилейными медалями: 20, 30 и 40 лет Победы, 50, 60 и 70 лет Вооружённых Сил СССР.
За долголетний добросовестный труд награждён медалью «Ветеран труда».

## Мемуары
- Основная статья: «160 страниц из солдатского дневника»[англ.]

Ещё в 1982 году в журнале «Юность» были опубликованы отрывки из фронтовых воспоминаний М. Г. Абдулина. Отрывки как уже из будущей книги публиковались под названием «Из боя в бой» в 1985 году в журнале «Социалистическая индустрия» В 1985 году в издательстве «Молодая гвардия» вышла книга М. Абдулина под названием «160 страниц из солдатского дневника» в литературной обработке Галины Юдиной. Через пять лет под названием «Страницы солдатского дневника» в этом же издательстве вышло второе — дополненное издание книги. В дальнейшем под названием «От Сталинграда до Днепра» книга издавалась многократно, переведена на английский язык — неоднократно издана в Англии и США.
Кроме того, в 1995 году издан сборник рассказов «Из воспоминаний солдата», печатался в газете «Советская Россия», сборнике «Помнит мир спасённый» (Оренбург, 2005), а интервью печатались в газетах и журналах, например, «Победители: шёл солдат…» в журнале «Братишка», № 49-59 за 2002 год.
Библиография:
- 160 страниц из солдатского дневника. / Лит. обработка Галины Юдиной. — М.: Молодая гвардия, 1985. — 160 с. (тираж — 100 000 экз.)
- Страницы солдатского дневника. — 2-е изд., доп.. — Москва: Молодая гвардия, 1990. — 160 с.
- Из воспоминаний солдата: рассказы. — Санкт-Петербург: Дельфа Р. А., 1995. — 60 с.
- От Сталинграда до Днепра. — Москва: Яуза, 2005. — 315 с.
- От Сталинграда до Днепра. — Москва: Яуза, 2010
- От Сталинграда до Днепра. — Москва: Яуза, 2018. — 288 с. (тираж — 1000 экз.)

Издания на английском языке:
- Red Road from Stalingrad: Recollections of a Soviet Infantryman. — Pen & Sword Books, 1990. — 208 p.
- Red Road from Stalingrad. Recollections of a Soviet Infantryman. — Pen & Sword Books, 2004. — 224 p.
- Red Road from Stalingrad: Reflections of a Soviet Infantryman. — Stackpole Books, 2008. — 240 p.
- Red Road From Stalingrad. Recollections of a Soviet Infantryman.— Pen & Sword Books, 2019. — 195 p.[4]

Отзывы о книге:

Книга Мансура Абдулина «160 страниц из солдатского дневника» привлекает прежде всего непосредственностью авторских впечатлений. О чём бы Абдулин ни вспоминал — он рассказывает так, как было с ним на самом деле. … На войне побывал талантливый человек, сумевший хорошо рассказать нам «военную» историю своей души.— Владимир Карпов, Герой Советского Союза, писатель

В нелёгком и непривычном для него литературном труде Абдулин проявил ту же честность и самоотверженность, что и в ратном деле, отдав книге душу и сердце, не пожелав выбрать более спокойную и безопасную роль объективного летописца. Честь и хвала многочисленным энтузиастам, которые по крупицам собирают историю своих полков, дивизий, армий, кропотливо восстанавливают имена, даты, цифры. Но справедливости ради надо признать, что подобные труды, даже будучи опубликованными, становятся лишь фактом истории.

А вот «160 страниц из солдатского дневника» Мансура Абдулина — бесспорное литературное явление.— Марк Григорьев, журнал «Новый мир», 1986 год